# Denis Amici
Denis Amici (* 10. Juni 1972 in San Marino) ist ein Politiker aus San Marino. Er wurde für die Amtszeit vom 1. April 2013 bis 1. Oktober 2013 gemeinsam mit Antonella Mularoni zum Capitano Reggente (Staatsoberhaupt) von San Marino gewählt.
Amici hat ein Diplom als Buchhalter. 1999 übernahm er die Leitung des väterlichen Bauunternehmens. Im November 2008 kandidierte er für den Arengo e Libertà auf der gemeinsamen Liste mit der PDCS für das san-marinesische Parlament, den Consiglio Grande e Generale. Er belegte Platz 25 der Liste, die 21 Abgeordnete stellte, konnte aber als Nachrücker für ausscheidende Minister, deren Parlamentsmandat während ihrer Amtszeit ruht, ins Parlament einziehen. Dort war er Mitglied im Permanenten Ausschuss für Inneres und Justiz sowie im Rat der Zwölf (Consiglio dei XII). 2012 wurde er in den Consiglio Grande e Generale wiedergewählt als Unabhängiger auf der Liste der PDCS. Er gehörte bis April 2014 erneut dem Rat der Zwölf an und war Mitglied der Gruppe der san-marinesischen Abgeordneten bei der Interparlamentarischen Union. Im Februar 2013 wurde er Mitglied der PDCS.
Amici lebt in Fiorentino, ist verheiratet und Vater von zwei Söhnen.